# 日本ホテル・レストランサービス技能協会
一般社団法人日本ホテル・レストランサービス技能協会（にほんホテル・レストランサービスぎのうきょうかい）は、国家検定であるレストランサービス技能検定などを実施している。元厚生労働省所管。1985年（昭和60年）設立。

## 概要
- 所在：東京都千代田区飯田橋3-3-11 飯田橋ばんらいビル6F
- 会長：杉原有次

## 事業
- レストランサービス技能検定を行っている。